# Paul Alivisatos
Armand Paul Alivisatos (Chicago, 12 de noviembre de 1959) es un científico estadounidense de origen griego, que investiga las propiedades estructurales, termodinámicas, ópticas y eléctricas de los nanocristales. En 2009, fue nombrado Director del Laboratorio Nacional Lawrence Berkeley.

## Primeros años
Paul Alivisatos nació en Chicago el 12 de noviembre de 1959. Vivió allí hasta los 10 años, cuando su familia se trasladó a Atenas, Grecia, donde permanecería hasta la escuela secundaria. Alivisatos ha dicho de sus años en Grecia que fueron una gran experiencia para él, porque tuvo que aprender el idioma y la cultura griega y, a continuación, ponerse al día con los estudiantes más avanzados. «Cuando me enteraba de algo muy interesante a veces era una lucha para mí entenderlo lo mejor que podía» ha dicho sobre esa experiencia. «Esa necesidad de trabajar más duro se convirtió en un importante motivador para mí». Alivisatos regresó a los Estados Unidos para asistir a la Universidad de Chicago en los años setenta.

## Formación y carrera académica
Alivisatos finalizó la licenciatura en Ciencias Químicas por la Universidad de Chicago en 1981, y consiguió un doctorado en química física en la Universidad de California en Berkeley en 1986, donde trabajó con Charles Harris.
En 1986 se unió a Laboratorios Bell (dependiente de AT&T en ese momento), donde trabajó con Louis E. Brus, y comenzó la investigación en el campo de la nanotecnología. Regresó a Berkeley en 1988 como profesor asistente de Química, convirtiéndose en profesor asociado en 1993 y profesor en 1995.
En enero de 2003 fue nombrado director de la División de Ciencias de los Materiales en el Laboratorio Nacional Lawrence Berkeley (LBNL). También es director Fundición Molecular del LBNL Alivisatos fue elegido miembro de la Academia Americana de las Artes y las Ciencias en 2004.

## Sociedades científicas
Es miembro de la Academia Nacional de Ciencias, la Sociedad Americana de Física y la Asociación Americana para el Avance de la Ciencia, y es coeditor de la revista científica Nano Letters'.
Es miembro del Grupo de Estudio de Ciencias de la Defensa, y en los paneles de la Junta de Ciencias de la Defensa. En 2000, era miembro del Consejo de Ciencias de los Materiales del Departamento de Energía.
«Paul Alivisatos ha sido un líder mundial en la síntesis de nanoestructuras artificiales y la tecnología cuántica de puntos, y uno de los principales impulsores científicos de la utilización de las tecnologías de la nanociencia para crear una nueva generación de células solares fotovoltaicas», dijo Steve Chu, cuando nombró a Alivisatos como subdirector del Laboratorio Berkeley en 2008. Alivisatos ha dirigido el Laboratorio desde el año 2009. Ha sido clasificado en quinto lugar en la lista de los 100 químicos más influyentes del decenio 2000-2010, publicado por Thomson-Reuters.

## Premios y distinciones
- Beca de la Fundación Alfred P. Sloan.
- Beca Exxon en Química del Estado Sólido de la ACS
- Premio Coblentz en 1994.
- Premio Wilson de la Universidad de Harvard
- Premio al logro científico excepcional en Química de Materiales (1994), del Departamento de Energía
- Premio de Investigación por contribuciones destacadas en Química de Materiales (1997), del Departamento de Energía.
- Premio Wolf en Química en 2012.
- Premios Fundación BBVA Fronteras del Conocimiento en Ciencias Básicas 2020 junto al suizo, Michael Grätzel «por sus contribuciones fundamentales al desarrollo de nuevos nanomateriales que ya se están aplicando hoy tanto en la producción de energía renovable como en la electrónica de última generación».[5]

## Publicaciones notables
Algunos de sus artículos más destacados son:
- Science, vol. 271, pág. 933, 1996
- Science, vol. 292, pág. 2060, 2001
- Science vol. 295, pág. 2425, 2002
- Science vol. 310, pág. 5747, 2005